# River City Praha

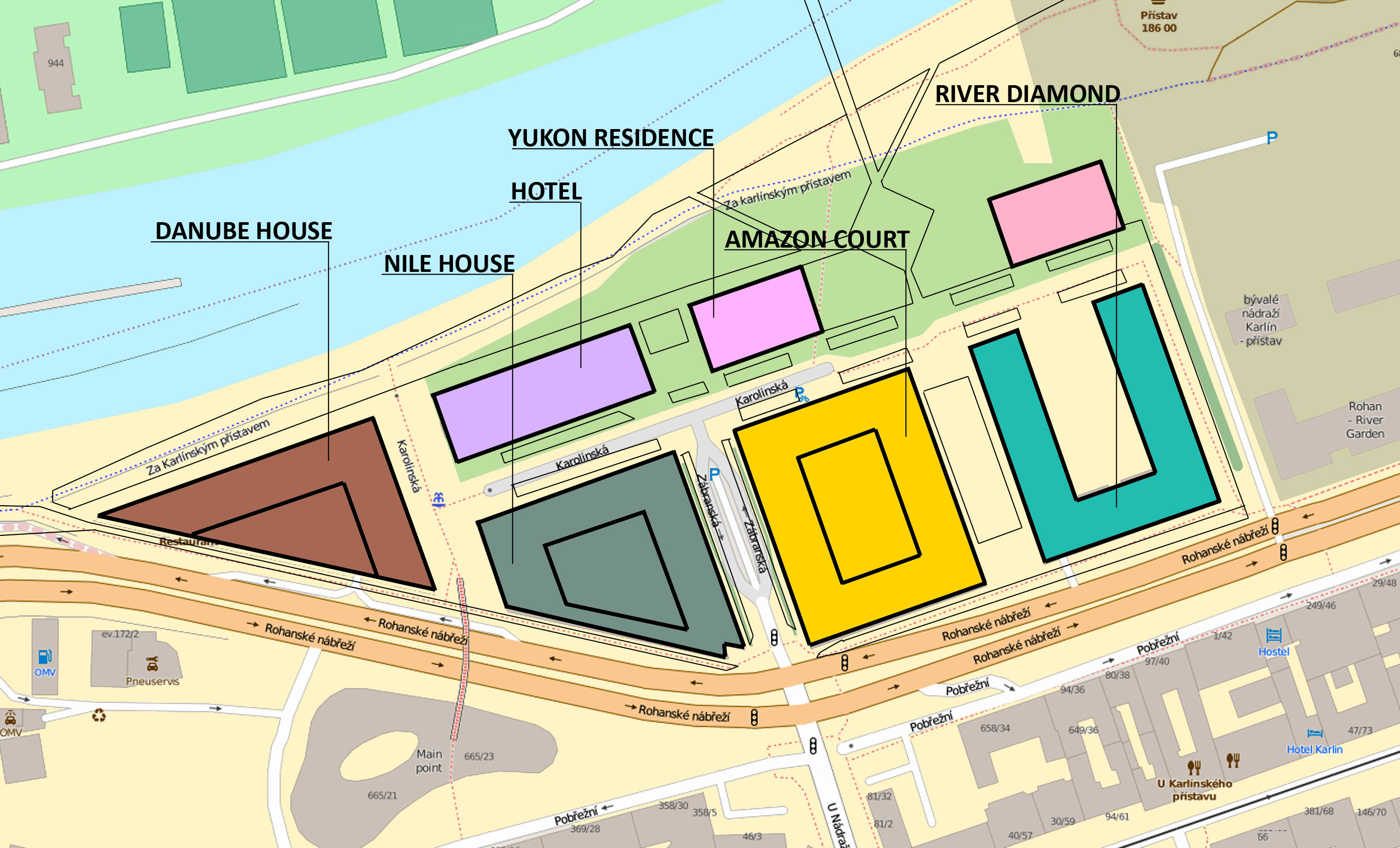

River City Praha v pražském Karlíně je projekt, který začal v 90. letech 20. století. Jde o komplex několika budov administrativních, residenčních a hotelu. Budovy se vyznačují mimo jiné složitě strukturovanými fasádami se širokou škálou barev a použitých materiálů. Většina budov komplexu je pojmenována po světových veletocích. River City je budováno podél Vltavy tam, kde stával v 19. stol. a začátkem 20. stol. Karlínský přístav.
Tento areál se nachází v oblasti, kterou v roce 2002 postihly ničivé povodně. Tyto nové realizace by měly být proti příštím povodním chráněny.

## Seznam budov
- Danube House, 2003, kanceláře
- Nile House, 2006, kanceláře
- Amazon Court, 2010, kanceláře
- River Diamond, 2007, byty
- Yukon Residence, byty
- River City Residence, byty